# Tzvetan Todorov
Tzvetan Todorov (bulgariska: Цветан Тодоров), född 1 mars 1939 i Sofia, Bulgarien, död 7 februari 2017 i Paris, Frankrike, var en bulgarisk-fransk filosof. 
Todorov var i grunden litteraturvetare, men hans arbeten sträcker sig över intresseområden som kulturvetenskap, socialantropologi och idéhistoria. Han har bland annat behandlat ämnen som Centralamerika och andra världskriget.

## Biografi
Todorov studerade vid Sofias universitet och flyttade 1963 till Paris för doktorandstudier vid Sorbonne. År 1968 började han att arbeta för Centre national de la recherche scientifique, där han senare var verksam som föreståndare och professor. Todorov kom att arbeta med strukturalistiska litteraturteoretiker som Roland Barthes och Gérard Genette. År 1973 blev han fransk medborgare.
Todorov var en av de ledande forskarna i världen i hermeneutik, narratologi och genrevetenskap, varför han anlitades som föreläsare vid École Normale Supérieure, Harvard, Yale, Columbia och Berkeley, och var verksam vid Centre National de Recherches som föreståndare och professor. Han skrev även om det moraliska tillståndet i koncentrationsläger i Nazityskland och i Sovjetunionen, om dialektik som metod med avseende på Michail Bachtin, och om hur humanismen legitimerats i västvärlden. Han är bland annat känd för sin teori om den fantastiska litteraturen.
Bland hans utmärkelser kan framhållas att han var officer (andra graden av tre) i Ordre des Arts et des Lettres, en för kulturen inrättad del av Ordre national du Mérite, Bronsmedalj från Charles Lévêque Prize of the Académie des Sciences Morales et Politiques och Prince of Asturias Award for Social Sciences.

## Verk
Verk som översatts till svenska
- "Berättelsens grammatik" i Modern litteraturteori

Originalverk
- Théorie de la littérature, textes des formalistes russes, Seuil, 1966
- Littérature et signification, Larousse, 1967
- Grammaire du 'Décaméron', Mouton, 1969
- Introduction à la littérature fantastique, Seuil 1970
  - "De litterära genrerna" (utdrag), i Genreteori (Lund: Studentlitteratur 1997), red. Eva Haettner Aurelius och Thomas Götselius
- Poétique de la prose, Seuil 1971
  - "Kriminalromanens typologi" (utdrag), i Brott, kärlek, äventyr: Texter om populärlitteratur (Lund: Studentlitteratur 1995), red. Dag Hedman
- Qu’est-ce que le structuralisme ? Poétique, Seuil 1977
- Théorie du symbole, Seuil 1977
- Symbolisme et interprétation, Seuil 1978
  - Symbolik och tolkning (Stockholm: Symposion 1989), övers. Mats Rosengren
- Les genres du discours, Seuil 1978
- Dictionnaire encyclopédique des sciences du langage (med Oswald Ducrot), Seuil 1979
- Mikhaïl Bakhtine, le principe dialogique, Seuil 1981
- Récits aztèques de la conquête (med Georges Baudot), Seuil 1983
- Frêle bonheur, essai sur Rousseau, Hachette 1985
- Critique de la critique, Seuil 1984
- La notion de littérature et autres essais, Seuil 1987
- Nous et les autres, Seuil 1989
- Face à l’extrême, Seuil 1991
- Les morales de l’histoire, Grasset 1991
- L’homme dépaysé, Seuil 1996
- Benjamin Constant : la passion démocratique, Hachette littératures, 1997
- Éloge du quotidien, Adam Biro 1998
- Le jardin imparfait : la pensée humaniste en France, Grasset 1998
- La fragilité du bien : le sauvetage des Juifs bulgares, le Grand livre du mois, 1999.
- Éloge de l’individu : essai sur la peinture flamande de la Renaissance, Adam Biro, 2000.
- Les abus de la mémoire, 2004
- Les Aventuriers de l'absolu, Robert Laffont, 2006.
- L'Esprit des Lumières, Robert Laffont, 2006.
- La Littérature en péril, Flammarion, 2007.
- L'Art ou la Vie ! : le cas Rembrandt, Biro éditeur, 2008.
- La Peur des barbares : au-delà du choc des civilisations, Robert Laffont, 2008.
- La Signature humaine : essais 1983–2008, Seuil, 2009.
- L'Expérience totalitaire : la signature humaine, Seuil, 2010.
- Georges Jeanclos, Galerie Capassa et Biro & Cohen éditeurs, 2011.
- Goya à l'ombre des Lumières, Flammarion, 2011.
- Les Ennemis intimes de la démocratie, Robert Laffont - Versilio, 2012.
- Insoumis, Robert Laffont - Versilio, 2012.
- Le Triomphe de l'artiste. La révolution et les artistes. Russie : 1917–1941, Flammarion, 2017.
- La tentation du Bien est beaucoup plus dangereuse que celle du Mal (med Boris Cyrulnik), éditions de l'Aube, 2017.